# Про космос
Про космос (дав.-гр. Περὶ Κόσμου; лат. De Mundo) — богословський і науковий трактат, який за традицією включають до праць Арістотеля, але зазвичай приписують іншому автору. Ймовірно, трактат був опублікований між III ст. до н. е. і II ст. н. е. Він обговорює космологічні, геологічні та метеорологічні теми, а також розглядає роль, яку бог відіграє у підтримці Всесвіту.

## Зміст
За словами Йогана Тома, «Про космос» «намагається пояснити роль бога у збереженні та підтримці космосу, водночас відстоюючи ідею його трансцендентності та незалежності». Хоча твір здебільшого виконано в перипатетичному стилі, встановленому Арістотелем, в ньому також присутні елементи платонівської, стоїчної та неопіфагорійської філософії. На думку Тома, це свідчить про написання трактату вже після Арістотеля. Поряд з теологічними міркуваннями, трактат також обговорює космологічні, геологічні та метеорологічні теми.

## Авторство й датування
Сумніви щодо авторства «Про космос» висловлювали ще в античності: коли Прокл згадував твір в одному зі своїх коментарів, він додав «якщо книга „Про космос“ написана ним». У середні віки поширеною була думка, що «Про космос» був справжнім твором Арістотеля. Помітним винятком був філософ XII століття Маймонід, який категорично відкидав це. У XV та XVI століттях знову висловлювали сумніви, а в XVII столітті стало звичним відкидати роботу. Загальна згода щодо заперечення авторства Арістотеля була досягнута в XIX столітті, і відтоді лише кілька голосів виступали проти.
Основні причини відкидати авторство Арістотеля:
1. Відмінності в мові та стилі, включно з використанням слів, не зафіксованих до III століття до н. е.
2. Багато другорядних пунктів філософської доктрини, які відрізняються від Арістотеля (наприклад, ідея, що повітря вологе та холодне у книзі 2)
3. Богословська позиція, яка в певних аспектах розходиться з позицією Арістотеля — зокрема, акцент на трансцендентному богу, який, хоча й знаходиться за межами Всесвіту, все ж присутній і активний усюди в ньому.

Іноді робили спроби встановити автора твору. У XIX столітті, коли вважали, що багато трактатів з натурфілософії походили від філософа-стоїка Посідонія, було прийнято вважати книгу заснованою на його творах або навіть написаною ним самим. Ще в 1905 році Вільгельм Капелле (Neue Jahrbücher, 1905), зводив більшість доктринальних тез трактату до Посідонія. Інше ім'я, яке іноді пропонували як автора, але тепер відкинуто, — Ніколай Дамаський. Нині загальна позиція полягає в тому, щоб просто припустити, що праця написана анонімним філософом-еклектиком, і тому автора зараз називають Псевдо-Арістотелем. Автор «багато знав про філософію, а понад усе плекав філософію Арістотеля», однак немає «підстав навіть здогадуватися», хто був автором.
Стосовно датування трактату, то він містить дві важливі вказівки:
- Розповідь про Британські острови спирається на відкриття Піфея, який, ймовірно, опублікував їх незабаром після смерті Арістотеля.
- Ідея про те, що Гірканське (Каспійське) море пов'язане з океаном, ймовірно, походить від помилкового звіту Патрокла Македонянина початку III століття до н. е.

Як час створення трактату вказують діапазон від III ст. до н. е. до II ст. н. е., але найімовірніше в I ст. до н. е. — I ст. н. е.

## Історія тексту
Після оригінальної публікації грецькою мовою твір був перекладений на латину Апулеєм, на сирійську мову Сергієм Решайнським. Існують три різні арабські переклади.